# Династія Цзінь
Династія Цзінь (офіційно Велика Цзінь; 1115–1234) — династія чжурчженів, що правила в державі Цзінь, одній з трьох великих держав поряд з китайською Сун та киданською Ляо, що виникли після розпаду Танської імперії.
Держава Цзінь з'явився в результаті повстання, що вибухнуло у 1115 під проводом вождя чжурчженів Ваньяня Агуди (також відомого як Тайцзу) проти династії Ляо. Повстанцям вдалося встановити контроль над північним Китаєм, після чого Агуда прийняв титул імператора і уклав союз із Сун проти Ляо. Союз тривав у 1117-1122 до повного розгрому Ляо, після чого почалися довгорічні війни з Сун. Протягом свого правління чжурченці Цзінь швидко адаптувалися до китайських звичаїв і навіть зміцнили Велику стіну для захисту від монголів. У межах внутрішньої політики Цзінь сприяв розвитку низки культурних досягнень, таких як відродження конфуціанства.
Чжурчжені зуміли взяти під контроль значні території сучасних Маньчжурії та Монголії. 1204 року вони перемогли Північну Сун, змусивши її платити данину. У 1210 році почалися тривалі війни з монголами на чолі із Чингісханом. Вони завершилися у 1234 році захопленням монголами столиці Кайфена і загибеллю 9 лютого останнього імператора Ваньяня Ченліня, що стало остаточним падінням династії Цзінь.
Династія Цзінь, офіційно відома як Великий Джин, проіснувала з 1115 по 1234 р. як одна з останніх династій в китайській історії до монгольського завоювання Китаю. Її ім'я іноді пишуть як Kin, Jurchen Jin або Jinn англійською мовою, щоб відрізнити його від попередньої династії Китаю, чиє ім'я ідентичне, коли транскрибується без діакритичних позначок тону в системі Ханью Піньїнь для стандартної китайської мови. Її також іноді називають «династією Юрхен» або «Юрхен Джин», оскільки її лідер-засновник Агуда (правив у 1115—1123) був походженням Ваньяна Юрхена.

## Історія
До 11 століття журченці стали васалами правителів хітан з династії Ляо. Журченці в районі річки Ялу були притоками Горьо з часів правління Ван Геона, який закликав їх під час воєн пізнішого періоду трьох королівств, але журченці неодноразово змінювали вірність між Ляо і Горьо з недоцільності. Вони пропонували данину обом судам з політичної необхідності та залучення матеріальних благ.
Однією з причин повстання Юрхен і падіння Ляо був звичай ґвалтування одружених юрченських жінок та юрченських дівчат посланниками Хітану, що викликало невдоволення журченців. Звичай Хітану займатися сексом з неодруженими дівчатами сам по собі не був проблемою, оскільки господарі юрченців пригощали журченів із запрошеними повіями. Практика гостьової проституції — надання жінок, їжі та притулку для гостей — була поширеною серед журчан.
Як зафіксував Хон Хао, неодружені дочки сімей Юрчен нижчих і середніх класів в селах Юрчен були передані гітанським гінцям для сексу. Посланців пісні серед Цзінь так само розважали співаючі дівчата в Гід, Хенань. Немає жодних доказів того, що гостьова проституція неодружених юрченських дівчат китанським чоловікам була обурена журчанами. Лише тоді, коли хітани змусили аристократичні сім'ї Юрчен відмовлятися від своїх прекрасних дружин в якості запрошених повій для посланців Хітану, журчани ображались. Це свідчить про те, що у верхніх класах Юрхен лише чоловік мав право на свою одружену дружину, тоді як серед нижчих класів юрченців цнотливість неодружених дівчат та секс із китанськими чоловіками не перешкоджали їх можливості пізніше одружуватися.

## Міграція на південь
Після захоплення Північного Китаю династія Цзінь ставала дедалі синічнішою. Близько трьох мільйонів людей, з них половина з них журченці, мігрували на південь до північного Китаю протягом двох десятиліть, і ця меншість управляла близько 30 мільйонами людей. Журчанам були надані земельні гранти та організовано у спадкові військові частини: 300 домогосподарств створили муке (роту), а 7–10 муків створили менган (батальйон) [23]. Багато хто одружився з хань китайцями, хоча заборона юрченським дворянам одружуватися з хань китайцями була знята лише в 1191. Після смерті імператора Тайдзун у 1135 р. Наступні три імператори Цзінь були онуками Агуди від трьох різних принців. Імператор Сідзун (р. 1135—1149) вивчав класику і писав китайську поезію. Він прийняв китайські культурні традиції Хань, але вищі посади мали дворяни Юрчен.
Пізніше в житті імператор Сідзунг став алкоголіком і стратив багатьох чиновників за його критику. У нього також були вбиті лідери Юрхена, які протистояли йому, навіть ті, що належали до клану Ваньян. У 1149 році він був убитий родиною та дворянами, яка зробила його кузена Ваньяна Лянга наступним імператором Цзінь. Через жорстокість як своєї внутрішньої, так і зовнішньої політики, Ваньян Лянг був посмертно понижений з посади імператора. Отже, історики зазвичай називають його посмертним ім'ям «Принц привітання».

## Повстання на півночі
Узурпувавши трон, Ваньян Лянг розпочав програму легітимації свого правління імператора Китаю. У 1153 р. Він переніс головну столицю імперії з префектури Хуінінг (на південь від сучасного Харбіна) до колишньої столиці Ляо Яньцзінь (сучасний Пекін). Через чотири роки, в 1157 році, щоб підкреслити постійність переїзду, він зруйнував дворянські резиденції в префектурі Хуінінг. Ваньян Лянг також реконструював колишню столицю Сун Біньцзін (нинішній Кайфен), яку було пограбовано в 1127 році, зробивши її південною столицею Цзінь.
Ваньян Лянг також намагався придушити інакомислення, вбивши дворян Юрчен, стративши 155 князів. Щоб здійснити свою мрію стати правителем усього Китаю, Ваньян Лянг напав на династію Південних Сун в 1161. Тим часом у Шанцзіні, на колишній силовій базі Джурченів, спалахнули два одночасних заколоти: очолюваний кузен Ваньяна Лян коронований Ваньян Йонг, а також інші племена хітанів. Ваньян Лянг повинен був вивести війська Цзінь з півдня Китаю, щоб придушити повстання. Сили Цзінь були розгромлені силами Сун у битві при Каїші та битві при Тангдао. Маючи збіднену військову силу, Ваньян Лянг не зумів досягти успіху у своїй спробі вторгнення в південну династію Сун. Нарешті, він був убитий власними генералами в грудні 1161 р. Через його поразки. У столиці також було вбито його сина та спадкоємця.
Хоча коронований у жовтні, Ваньян Йонг (імператор Шицзун) не був офіційно визнаний імператором до вбивства спадкоємця Ваньяна Лянга.Повстання хітанів було придушено лише в 1164 році; їхніх коней конфіскували, щоб повстанцям довелося зайнятися землеробством. Інші кавалерійські підрозділи Хітан та Сі були включені в армію Цзінь. Оскільки ці внутрішні повстання сильно послабили здатність Цзінь протистояти Південній Сонзі у військовому відношенні, суд Цзінь під керівництвом імператора Шицзонга почав переговори про мир. Договір про Лонгін (隆興 和 議) був підписаний в 1164 р. І відкрив понад 40 років миру між двома імперіями.
На початку 1180-х років імператор Шицзун запровадив реструктуризацію 200 одиниць мангану, щоб усунути зловживання податками та допомогти журченцям. Заохочувалось комунальне господарство. Імперія Цзінь процвітала і мала великий надлишок зерна в запасі. Хоча вивчений у класиці китайської мови, імператор Шицзун був також відомий як пропагандист мови та культури Джурчен; за його правління ряд китайських класичних творів було перекладено на Юрчен, була заснована Імператорська Академія Юрчен, і імператорські іспити почали пропонуватися на мові Юрчен. Правління імператора Шицунга (1161—1189) нащадкам запам'ятало як час порівняльного миру та процвітання, а самого імператора порівнювали з міфологічними правителями Яо та Шунь. Бідні сім'ї Юрчен на південних маршрутах батальйонів і рот батальйонів та рот намагалися вести спосіб життя заможних сімей Юрченів та уникати сільськогосподарських робіт, продаючи власних дочок Юрхен у рабство та здаючи їх землю ханським орендарям. Заможні журчани бенкетували і пили, носили дамаск і шовк. Історія Цзінь (Цзіньші) говорить, що імператор Шицзун Цзінь взяв це до відома і спробував зупинити ці справи в 1181 р.

## Падіння Цзінь
Починаючи з початку 13 століття, династія Цзінь почала відчувати тиск монголів з півночі. Вперше Чингісхан ввів монголів на територію Західної Ся в 1205 році, а спустошив її через чотири роки. У 1211 р. Близько 50 000 монгольських вершників вторглися в імперію Цзінь і почали поглинати повстанців Хітан і Юрчен. Цзінь мав велику армію з 150 000 кіннотниками, але покинув «західну столицю» Датун (див. Також битву при Єхулін). Наступного року монголи вирушили на північ і розграбували Цзінь «східну столицю», а в 1213 році вони взяли в облогу «центральну столицю» Чжунду (нинішній Пекін). У 1214 році Цзінь уклав принизливий договір, але зберіг столицю. Того літа імператор Сюаньцзун покинув центральну столицю і переніс уряд у «південну столицю» Кайфен, зробивши це офіційним місцем влади династії Цзінь.
У 1216 р. Яструбина фракція при імператорському дворі Цзінь переконала імператора Сюаньцзуна напасти на династію Сун, але в 1219 р. Вони були розбиті там же річкою Янцзи, де Ваньян Лян зазнав поразки в 1161. Династія Цзінь зараз зіткнулася з двома передньої війни, яку вони не могли собі дозволити. Крім того, імператор Айдзунг виграв спадкову боротьбу проти свого брата, а потім швидко закінчив війну і повернувся до столиці. Він уклав мир з тангутами Західної Ся, які були союзниками з монголами.
Дочка імператора Юрчен Цзінь Ваньяна Йонджі, принцеса Юрчен Цигуо була одружена з монгольським лідером Чингісханом в обмін на полегшення монгольської облоги над Чжунду (Пекін) під час завоювання монголами династії Цзінь .
Багато ханських китайців та хітанів перебігли до монголів, щоб битися проти династії Цзінь. Два китайські лідери хань, Ши Тяньце і Лю Хейма (劉 黑馬), і хітан Сяо Чжала (蕭 札 剌) перейшли та командували трьома туменами в монгольській армії [30]. Лю Хейма і Ши Тяньце служили наступникові Чингісхана, Угедей-хану . Лю Хейма і Ши Тяньсян очолювали армії проти Західної Ся для монголів [32]. Було чотири хамена Хамена і три китану, кожен з яких складався з 10000 військовослужбовців. Три генерали-хітани Шимо Бейдіер (石 抹 孛 迭 兒), Табуїр (塔 不已 兒) і Сяо Чжунсі (蕭 重 喜; син Сяо Жали) командували трьома тутанськими туменами і чотирма генералами Хана Чжан Роу (張 柔), Ян Ши (嚴實), Ши Тяньце і Лю Хейма командували чотирма ханами Хана під керівництвом Огедей-хана .
Чингісхан помер у 1227 році, коли його армії атакували Західну Ся. Його наступник, Угедей-хан, знову вторгся в династію Цзінь у 1232 році за сприяння південної династії Сун. Журчені намагалися чинити опір; але коли в 1233 році монголи взяли в облогу Кайфен, імператор Айдзун втік на південь до міста Кайчжоу. Співочно-монгольська армія оточила столицю, і наступного року імператор Айдзунг покінчив життя самогубством, повісившись, щоб не потрапити в полон в обложених Кайчжоу монголами, поклавши край династії Цзінь у 1234 році Територія династії Цзінь мала бути розділена між монголами та династією Сун. Однак через затяжні територіальні суперечки династія Сун і монголи врешті-решт почали війну між собою за ці території.
В Імперії Степів Рене Грусет повідомляє, що монголи завжди дивувались доблесті воїнів Юрхен, які протрималися до семи років після смерті Чингісхана.

## Наука
За цієї династії набули розвитку точні науки, зокрема ті, що сприяли вдосконаленню знарядь для проведення війни (облоги та захопленню міст). У першу чергу це стосується математики (Лі Е). В цей час також працювали провідні медики Ма Юй, Хе Жоюй, Доу Ханьцін, Лю Ваньсу, Чжан Цунчжен, Чжан Юаньсу.

## Культура
Були продовжені традиції династій Тан та Північна Сун. Відомі численні поети та поетеси цієї доби. Одним з них був Юань Хаовень.

## Правителі Цзінь
| Храмове ім'я (廟號 miàohào)                                                 | Посмертне ім'я (諡號 shìhào)                             | Особисте ім'я (姓名 xìngmíng)                                                            | Роки правління | Ера літочислення (年號 niánhào) та роки ери                                                                     |
| --------------------------------------------------------------------------- | -------------------------------------------------------- | ---------------------------------------------------------------------------------------- | -------------- | --- |
| Історично найбільш вживана форма: «Цзінь» + храмове ім'я або посмертне ім'я |                                                          |                                                                                          |                | |
| Тай-цзу 太祖 Tàizǔ                                                          | надто складне, не використовується                       | Ваньянь Агуда 完顏阿骨打 Wányán Āgǔdǎ                                                    | 1115–1123      | - Шоуго (收國 Shōuguó) 1115–1116 - Тяньфу (天輔 Tiānfǔ) 1117–1123                                               |
| Тай-цзун 太宗 Tàizōng                                                       | надто складне, не використовується                       | Ваньянь Уцимай 完顏吳乞買 Wányán Wúqǐmǎi або Ваньянь Шен (Чен) 完顏晟 Wányán Shèng/Chéng | 1123–1134      | - Тяньхуей (天會 Tiānhuì) 1123–1134                                                                             |
| Сі-цзун 熙宗 Xīzōng                                                         | надто складне, не використовується                       | Ваньянь Хела 完顏合剌 Wányán Hélá або Ваньянь Дань 完顏亶 Wányán Dǎn                     | 1135–1149      | - Тяньхуей (天會 Tiānhuì) 1135–1138 - Тяньцзюань (天眷 Tiānjuàn) 1138–1141 - Хуантун (皇統 Huángtǒng) 1141–1149 |
| відсутнє                                                                    | Хайлін-ван 海陵王 Hǎilíngwáng                            | Ваньянь Лян 完顏亮 Wányán Liàng                                                          | 1149–1161      | - Тяньде (天德 Tiāndé) 1149–1153 - Чженьюань (貞元 Zhènyuán) 1153–1156 - Чженлун (正隆 Zhènglóng) 1156–1161     |
| Ши-цзун 世宗 Shìzōng                                                        | надто складне, не використовується                       | Ваньянь Юн 完顏雍 Wányán Yōng                                                            | 1161–1189      | - Дадин (大定 Dàdìng) 1161–1189                                                                                 |
| Чжан-цзун 章宗 Zhāngzōng                                                    | надто складне, не використовується                       | Ваньянь Цзін 完顏璟 Wányán Jǐng                                                          | 1190–1208      | - Минчан (明昌 Míngchāng) 1190–1196 - Чен-ань (承安 Chéng'ān) 1196–1200 - Тайхе (泰和 Tàihé) 1200–1208          |
| відсутнє                                                                    | Вейшао-ван 衛紹王 Wèishàowáng або Вей-ван (衛王 Wèiwáng) | Ваньянь Юнцзі 完顏永濟 Wányán Yǒngjì                                                     | 1209–1213      | - Даань (大安 Dà'ān) 1209–1212 - Чунцін (崇慶 Chóngqìng) 1212–1213 - Чжинін (至寧 Zhìníng) 1213                 |
| Сюань-цзун 宣宗 Xuānzōng                                                    | надто складне, не використовується                       | Ваньянь Сюнь 完顏珣 Wányán Xún                                                           | 1213–1223      | - Чжен'ю (貞祐 Zhēnyòu) 1213–1217 - Сіндін (興定 Xīngdìng) 1217–1222 - Юаньгуан (元光 Yuánguāng) 1222–1223      |
| Ай-цзун 哀宗 Āizōng                                                         | надто складне, не використовується                       | Ваньянь Шоусюй 完顏守緒 Wányán Shǒuxù                                                    | 1224–1234      | - Чженда (正大 Zhèngdà) 1224–1232 - Кайсін (開興 Kāixīng) 1232 - Тяньсін (天興 Tiānxīng) 1232–1234              |
| відсутнє                                                                    | Мо-ді 末帝 Mòdì                                          | Ваньянь Ченлінь 完顏承麟 Wányán Chénglín                                                 | 1234           | відсутнє |

## Пам'ятники цзінської епохи

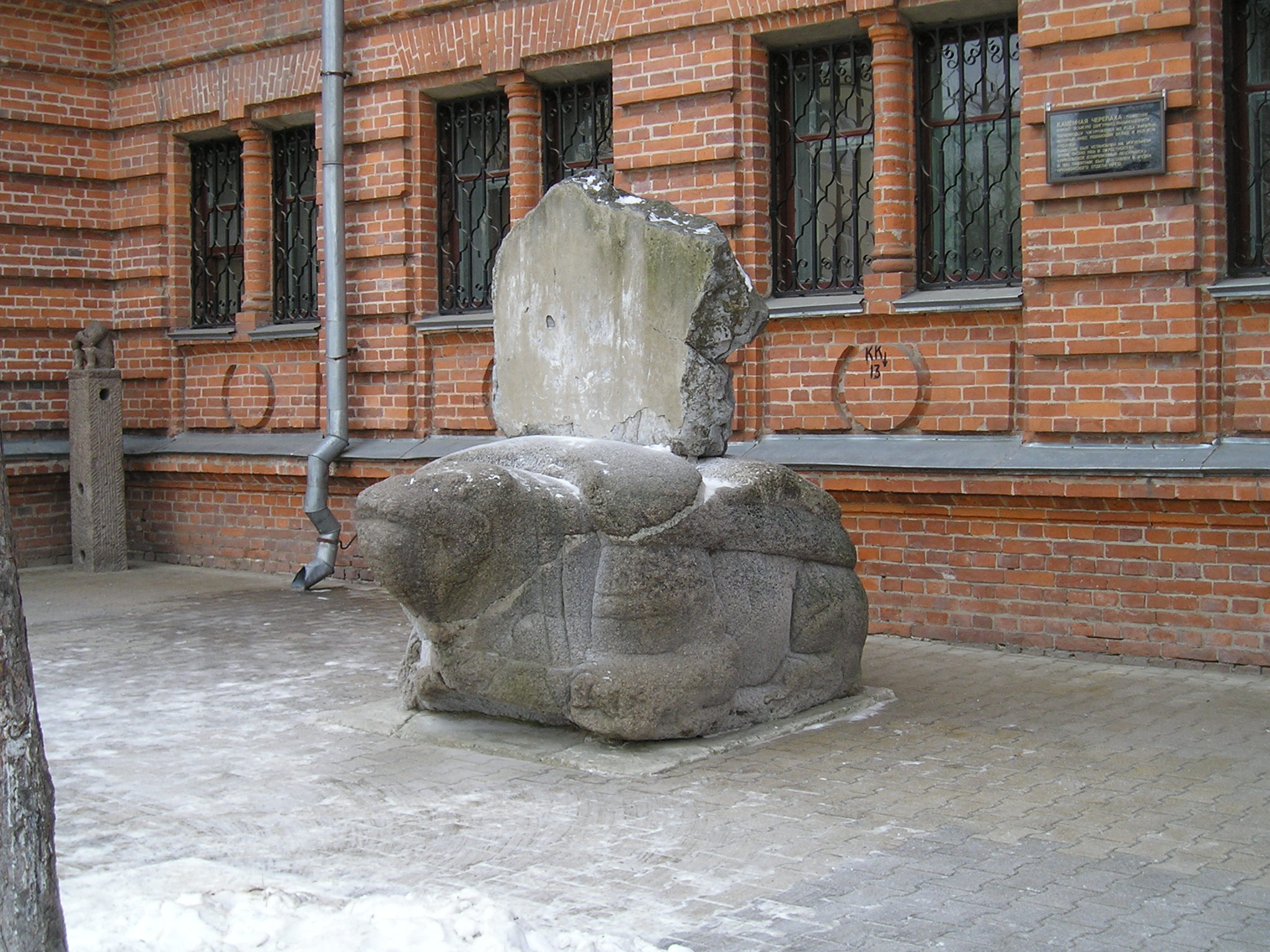
Стела-пам'ятник князю Есикую (Дигунаю) — полководцю чжурчженей, з-під Усурійська. Зараз в Хабаровську
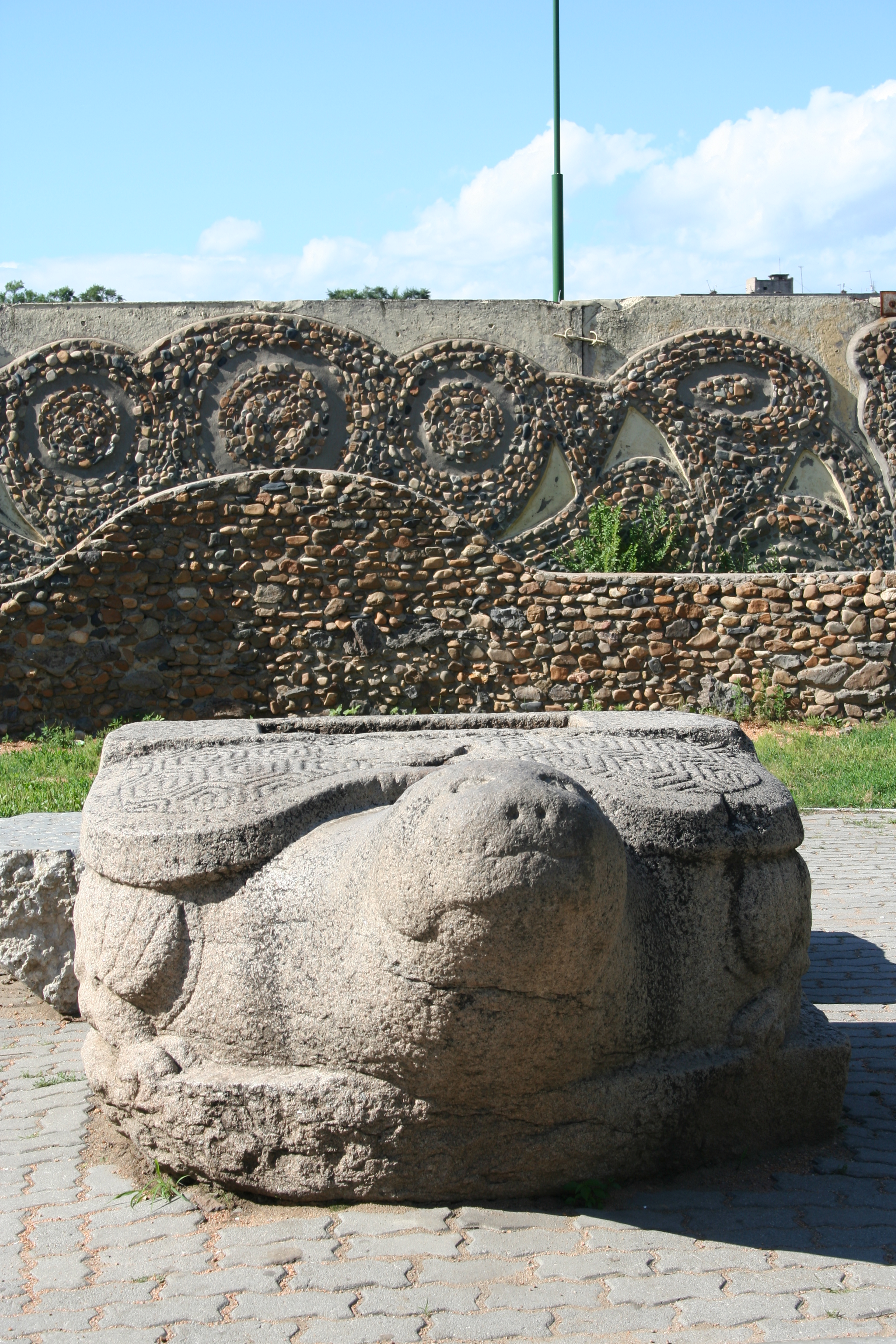
Черепаха-п'єдестал з-під Усурійська. XII ст.
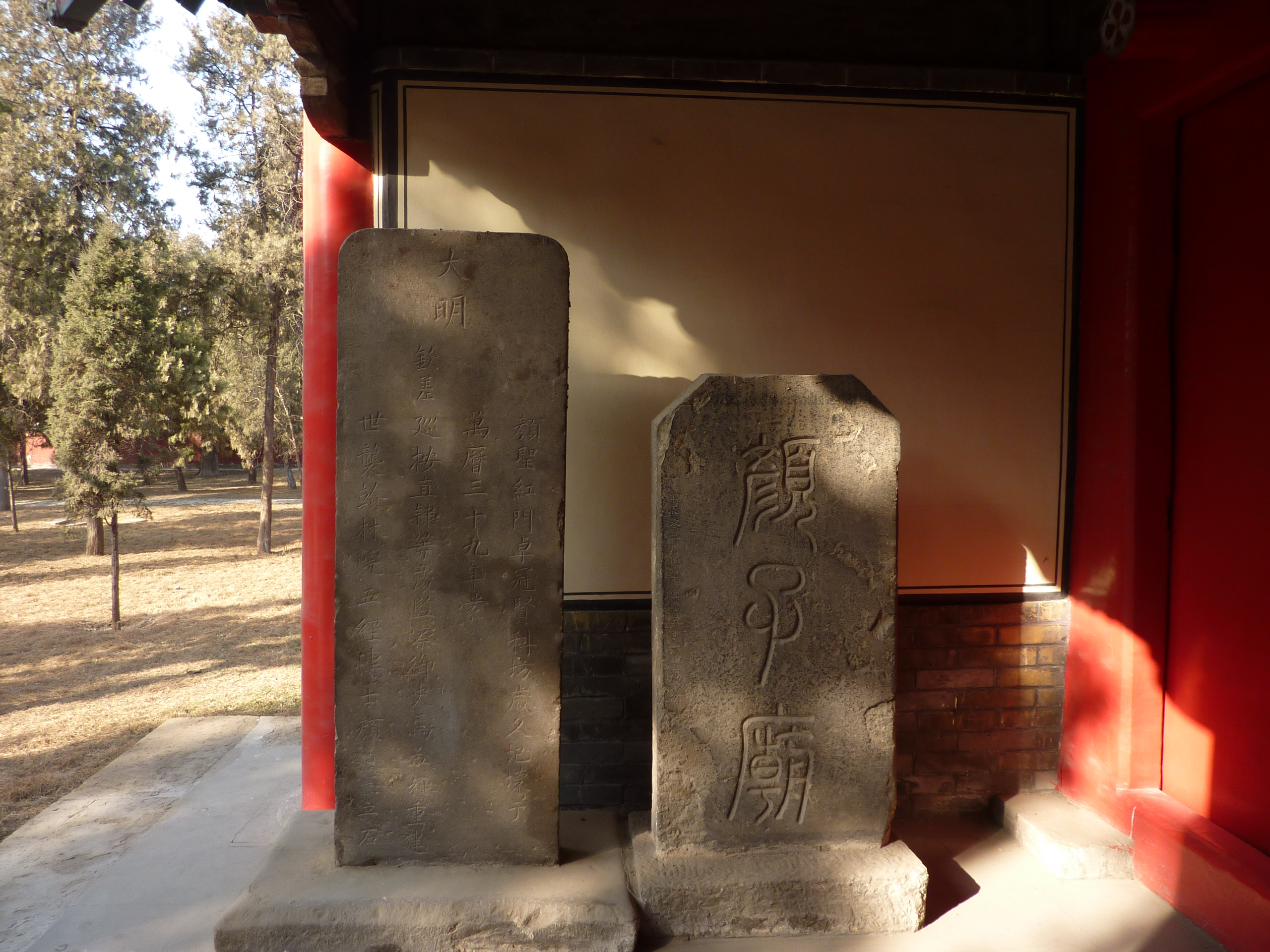
Стела з написом «Яньцзи Мяо» (Храм Яньцзи, тобто Янь Хуея) в Цюйфу (праворуч). 24 р. ери Дадин (1184 р. н.е.)
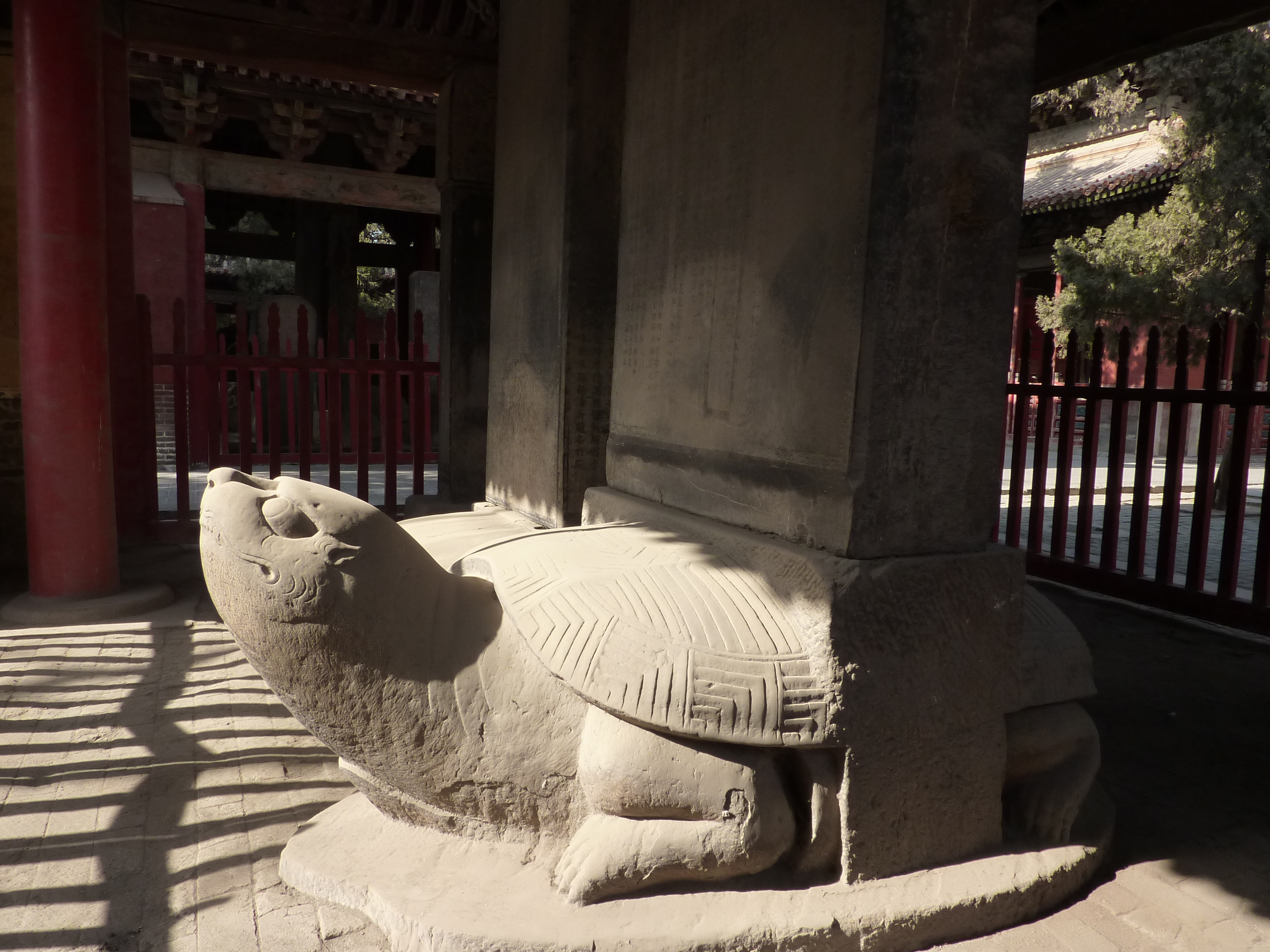
Стела на черепасі в храмі Конфуція (Цюйфу). 2 р. ери Чен'ян (1197 р. н.е.)
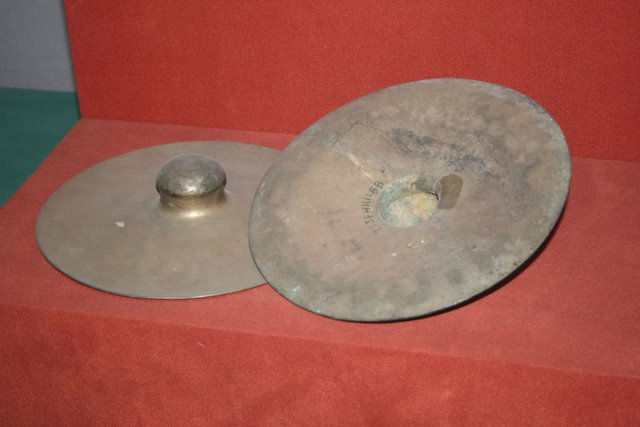
Бронзові цимбали